# Hapalops
Hapalops — вимерлий рід наземних лінивців з раннього до пізнього міоцену Бразилії (формація Solimões), Болівії (група Honda), Колумбії (група Honda) та Аргентини (формація Santa Cruz) у Південній Америці.

## Морфологічна характеристика
Лінивці цього роду мали довге міцне тіло з більш ніж 19 грудними хребцями, короткий череп і довгі кінцівки з великими вигнутими кігтями. Це були маленькі лінивці, довжиною близько 1 метра. На землі вони, ймовірно, ходили на кісточках передніх кінцівок, як горила. У гапалопів було дуже мало зубів без різців; нижня щелепа включала лише чотири пари зубів.

## Палеобіологія
У Санта-Крус гапалопи харчувалися рослинністю в міжтропічних лісистих саванах. Він жив у своєму середовищі як з травоїдними, так і з хижими сумчастими, гліптодонтами розміром з вівцю, броненосцями, мурахоїдами, токсодонтами, типотериями та літоптернами, а також із сучасними рептиліями, такими як ігуани, та птахами, такими як нанду, гуси та яструби. Гігантські форусрахіди «страшні птахи» жили в цьому регіоні і, можливо, були головними хижаками. Як і більшість вимерлих лінивців, його класифікують як наземного лінивця, але вважається, що менший розмір гапалопа дозволив йому лазити.

## Класифікація
Рід класифікується в межах Megatherioidea, до якого входять мегалоніхіди та нотротеріїдні лінивці. Щонайменше 26 видів у цьому роді були названі з тієї самої формації Санта-Крус, що є біологічною неможливістю, яка в основному базується на присвоєнні нових назв видів викопним фрагментам. Рід чекає перегляду.